# Alpaida darlingtoni
Alpaida darlingtoni là một loài nhện trong họ Araneidae.
Loài này thuộc chi Alpaida. Alpaida darlingtoni được Herbert Walter Levi miêu tả năm 1988.